# Europamästerskapen i badminton 2008
Europamästerskapen i badminton 2008 anordnades den 16-20 april i Herning, Danmark. 

## Medaljsummering
| Pl. | Nation    | Guld | Silver | Brons | Totalt |
| --- | --------- | ---- | ------ | ----- | ------ |
| 1   | Danmark   | 3    | 3      | 2     | 8      |
| 2   | England   | 1    | 1      | 1     | 3      |
| 3   | Tyskland  | 1    | 0      | 2     | 3      |
| 4   | Polen     | 0    | 1      | 1     | 2      |
| 5   | Frankrike | 0    | 0      | 2     | 2      |
| 6   | Sverige   | 0    | 0      | 1     | 1      |
| 6   | Ryssland  | 0    | 0      | 1     | 1      |

## Resultat
| Event       | Guld                                       | Silver                               | Brons                                |
| Herrsingel  | Kenneth Jonassen                           | Joachim Persson                      | Przemysław Wacha                     |
| Herrsingel  | Kenneth Jonassen                           | Joachim Persson                      | Jan Ø. Jørgensen                     |
| Damsingel   | Xu Huaiwen                                 | Tine Rasmussen                       | Pi Hongyan                           |
| Damsingel   | Xu Huaiwen                                 | Tine Rasmussen                       | Juliane Schenk                       |
| Herrdubbel  | Lars Paaske Jonas Rasmussen                | Jens Eriksen Martin Lundgaard Hansen | Erwin Kehlhoffner Svetoslav Stoyanov |
| Herrdubbel  | Lars Paaske Jonas Rasmussen                | Jens Eriksen Martin Lundgaard Hansen | Kristof Hopp Ingo Kindervater        |
| Damdubbel   | Kamilla Rytter Juhl Lena Frier Kristiansen | Donna Kellogg Gail Emms              | Elin Bergblom Johanna Persson        |
| Damdubbel   | Kamilla Rytter Juhl Lena Frier Kristiansen | Donna Kellogg Gail Emms              | Valeria Sorokina Nina Vislova        |
| Mixeddubbel | Anthony Clark Donna Kellogg                | Robert Mateusiak Nadiezda Kostiuczyk | Nathan Robertson Gail Emms           |
| Mixeddubbel | Anthony Clark Donna Kellogg                | Robert Mateusiak Nadiezda Kostiuczyk | Carsten Mogensen Helle Nielsen       |